# Calle de la Morería

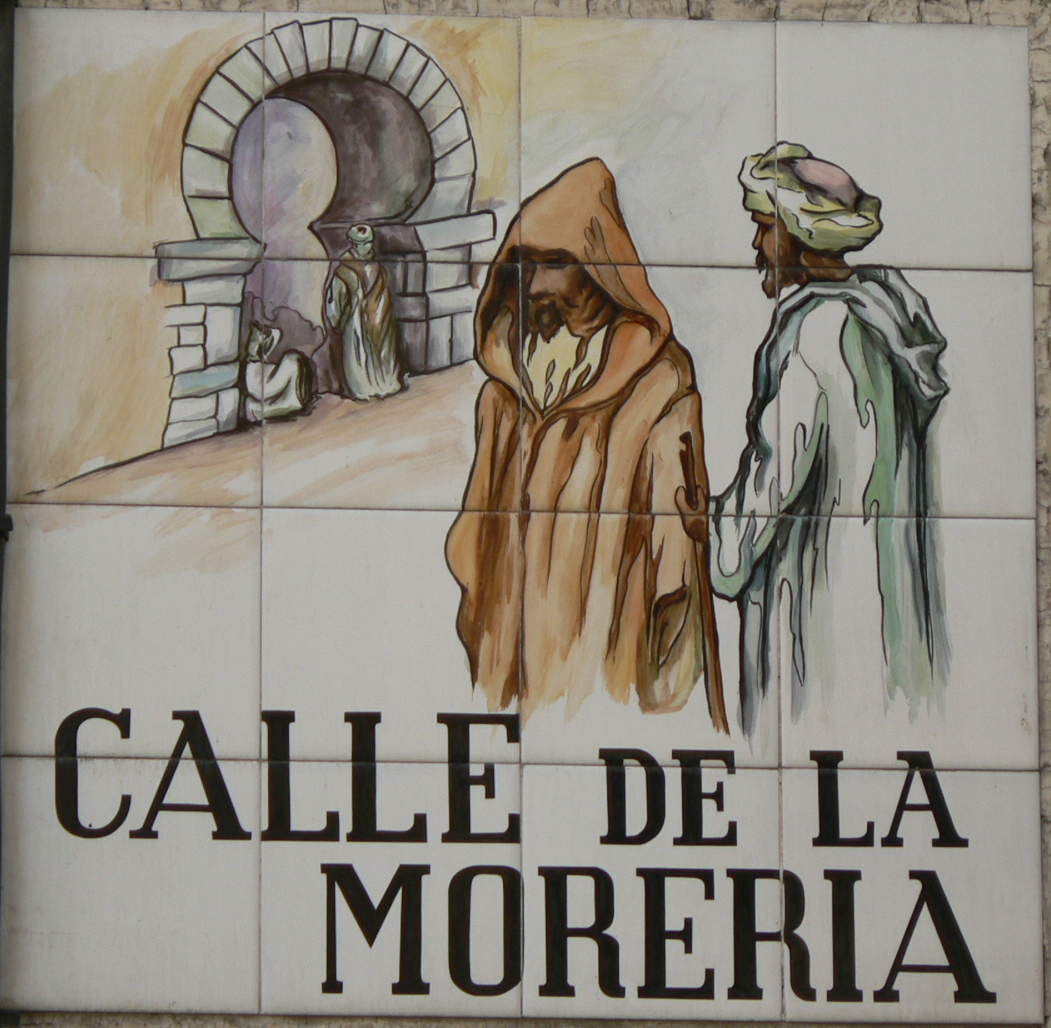
La calle de la Morería en el callejero tradicional del casco antiguo de Madrid, obra del ceramista Ruiz de Luna.

La calle de la Morería y la plazuela de la Morería forman una pequeña y céntrica vía del viejo Madrid. Llega la calle desde la plaza del Alamillo a la del Campillo de las Vistillas, quedando la plaza de la Morería situada entre las calles de Caños Viejos, la del Granado y aquella calle que le da nombre. Fueron arteria del barrio morisco en el que se quedaron y residieron los vecinos musulmanes desde 1083, año de la toma de Madrid por Alfonso VI. En ella nació Pedro de Répide, uno de los más literarios cronistas de la capital de España. También vivió en una buhardilla, en el número 8, el joven Pablo Iglesias con su madre y su hermano, recién llegados a Madrid desde su Galicia natal.

## Historia
Relata el cronista Répide —vecino nacido en esta castiza calle—, que antes de que se construyera el Viaducto y la ampliación de la calle de Bailén, la sinuosa calle original tuvo dos nombres, llamándose calle de la Morería al tramo alto (entre las referidas plazas del Alamillo y de la Morería) y Morería Vieja, o calle de la Morería Vieja, al que bajaba desde la propia plazuela de la Morería a la Cuesta de los Ciegos.

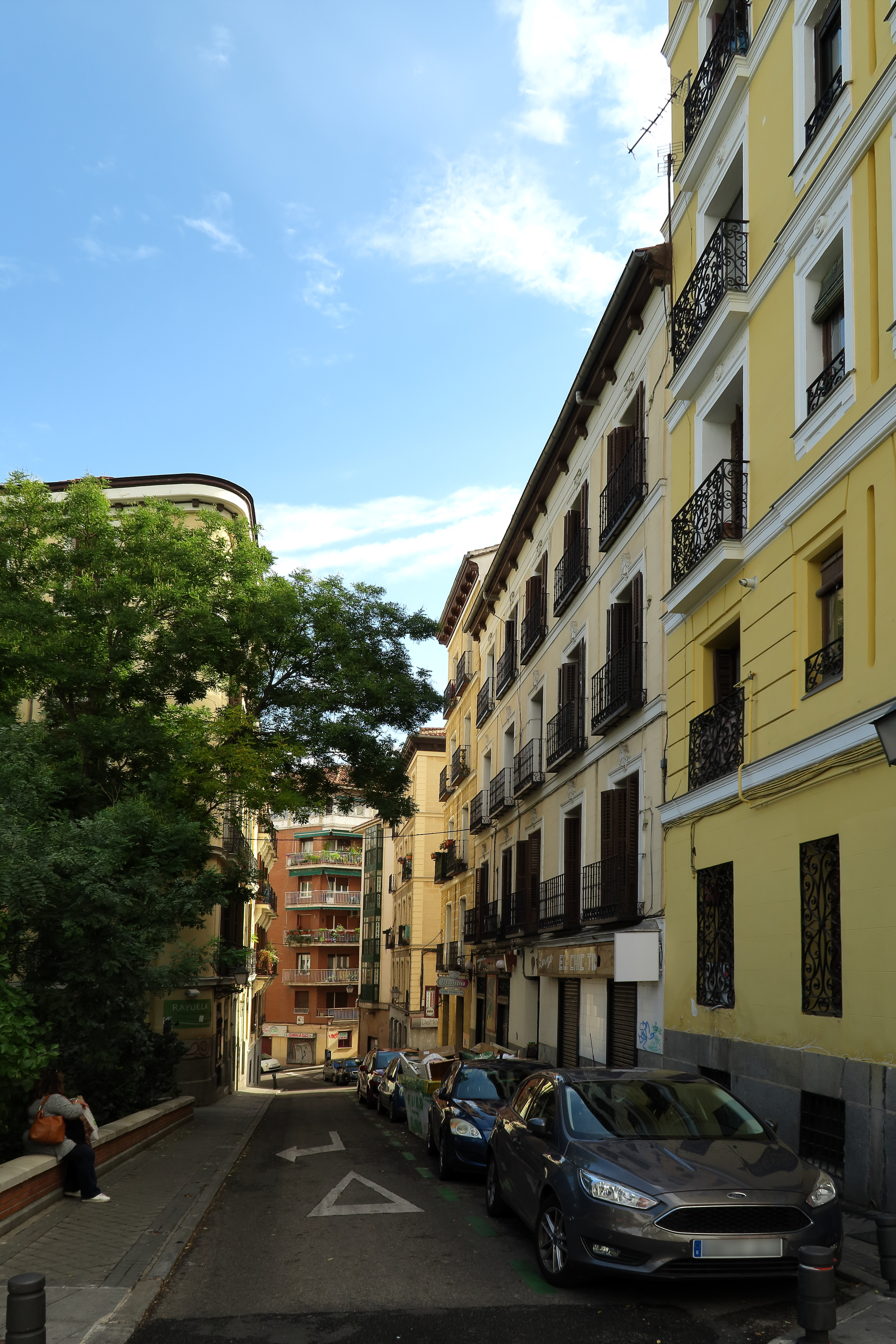
Calle de la Morería, desde la calle Bailén (en 2016)

Añade el blasonado cronista que antes de la construcción del mencionado puente sobre la calle de Segovia, había en la empinada cuesta una vieja casa con el siguiente letrero sobre el dintel de su puerta: "Palacio de Isabel la Católica", no porque así lo fuese pero sí por lo antiguo de la construcción.

La plaza de la Morería, quizá por su entorno castizo, aparece en el plano de Espinosa de 1769 con el nombre de plaza de Merlo (que era el apellido de Isidro Labrador). En ella, esquina a la calle del Granado, otro antiguo edificio servía de mirador a doña Mergelina de Aybar, esposa del doctor Sagredo, madrileños personajes que luego recogería Fernando Fernán Gómez entre los protagonistas de su serie de televisión El pícaro (1974); y rondando al pie de la reja otro pícaro literario, el escudero Marcos de Obregón que inmortalizó Vicente Espinel en el siglo xvii.

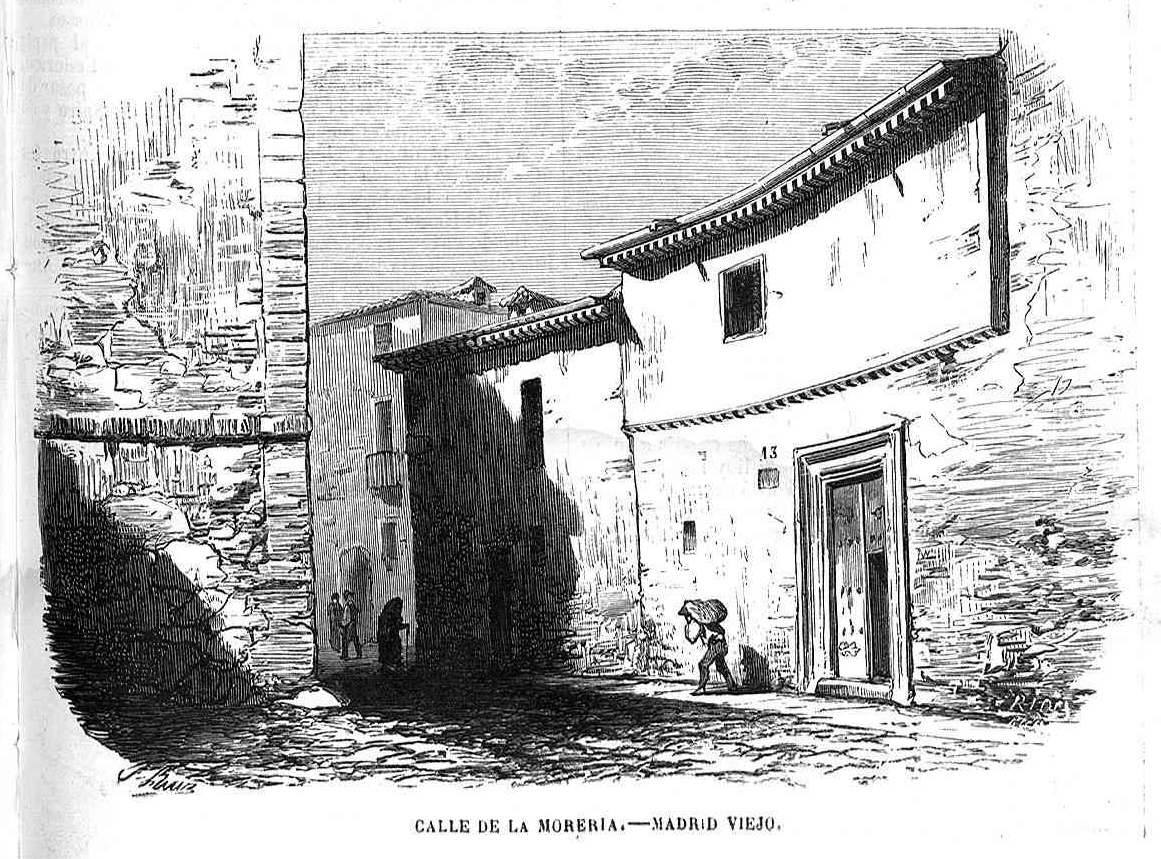
Calle de la Morería en un grabado de mediados del

Ángel Fernández de los Ríos, en su ordenada Guía de Madrid (Manual del madrileño y el forastero) editada en 1876, reproduce un grabado con la casa morisca que ocupó el número 13, y relata que en una visita a esta calle en junio de 1874, conservaba "intacta su fachada, su patio y el hermoso herraje de su puerta", y añade como anécdota que "un dedo popular había escrito con almazarrón este pomposo letrero...Palacio de Isabel la Católica".

### Corral de la Morería
En el número 17 de esta calle tiene desde 1956 su tradicional emplazamiento el Corral de la Morería, popular tablao flamenco de Madrid.